# Châu Đình
Châu Đình là một xã thuộc huyện Quỳ Hợp, tỉnh Nghệ An, Việt Nam.
Xã Châu Đình có diện tích 39,23 km², dân số năm 2021 là 7226 người, mật độ dân số đạt 174 người/km².